# Synesthesie (zintuig)
Synesthesie is het neurologische verschijnsel waarbij een zintuiglijke waarneming ongewild één of meerdere andere zintuiglijke indrukken oproept. Hoewel het niet ongewoon is dat zintuigelijke waarnemingen onderlinge invloed hebben, is dit bij synesthesie dusdanig sterk dat bijvoorbeeld kleuren geproefd worden of geluiden gezien. Ook is er de zogenaamde spiegel-aanrakingsynesthesie, waarbij dezelfde fysieke pijn ervaren wordt als men ziet dat iemand anders fysieke pijn heeft. Deze eigenschap van de hersenen komt bij relatief weinig mensen voor. Deze nemen meerdere soorten impulsen tegelijk waar, ook als die in feite in het algemeen door andere zintuigen worden gegenereerd.

## Letter-kleur
Een bijzondere vorm van synesthesie is die waarbij men bij het lezen van letters of cijfers ook kleuren ervaart. De letter E of het cijfer 7 roept dan bijvoorbeeld de kleur rood of groen op. De ervaring is niet voor alle synestheten gelijk: sommigen zien de kleur direct op de letter geprojecteerd. Anderen associëren de letter alleen indirect met kleur; zij zien bijvoorbeeld een gewone zwarte letter, maar ervaren (iets later in de tijd) de kleur rood. Een verklaring van de directe kleurervaring is dat het hersengebied waar de vorm van letters (of cijfers) wordt verwerkt, te veel verbindingen heeft met het nabijgelegen hersengebied waar kleur wordt verwerkt. Als het lettergebied wordt geactiveerd, wordt daardoor vrijwel onmiddellijk het kleurgebied gecoactiveerd. Een mogelijke oorzaak is dat bij het opgroeien van kinderen te veel verbindingen tussen gebieden in de hersenen intact blijven. Normaal sterft in de vroege jeugd een flink aantal nutteloze verbindingen af, maar bij synestheten die de kleur ook daadwerkelijk zien, zouden die verbindingen ook op latere leeftijd voortbestaan. Een tweede theorie is dat een gebied 'hogerop' in de hersenen in de lobulus parietalis superior waar visuele informatie wordt geïntegreerd, de informatie op een verkeerde manier terugkoppelt naar het kleurgebied, dat daardoor extra wordt geactiveerd. Mogelijk is deze theorie vooral van toepassing op de tweede groep synestheten, zij die kleur indirect ervaren.

## Oorsprong en uitingsvormen
Tussen hersengebieden die gespecialiseerd zijn in verschillende soorten van waarneming bestaan vele verbindingen. Deze verbindingen zijn bij de geboorte al bij iedereen aanwezig, maar worden normaal gesproken gedurende de ontwikkeling deels verbroken. Bij een synestheet blijven echter sommige verbindingen intact, waardoor waarnemingen via een zintuig leiden tot gelijktijdige waarneming van eigenschappen die tot andere zintuigen behoren. Zo iemand proeft dan bijvoorbeeld iets wanneer hij een muziekstuk hoort, of hoort kleuren bij muziek, associeert letters, cijfers of woorden met kleuren. Ook tests met lsd hebben uitgewezen dat er daadwerkelijk een verbinding bestaat tussen bijvoorbeeld geluid en kleur.  Volgens sommige genetici gaat het om een eigenschap waarbij meerdere genen betrokken zijn.
Volgens de Canadese psychologe Daphne Mauer is de conclusie op haar onderzoek met baby's dat iedereen een eigen graad van synesthesie heeft vanwege de intense synaptogenese die de eerste levensmaanden en -jaren in de hersenen plaatsvindt. Door het pruningproces verdwijnen de meeste van die verbindingen vrij spoedig. Bij een klein percentage echter blijven zij onder invloed van hun genen en behouden deze mensen hun hoge gevoeligheid. Het synesthesievermogen schept bij hen mogelijk de onverwachte waarnemingscapaciteiten.

## Verspreiding over de populatie
Men schatte vroeger dat het voorkomt bij 1 op de 2000, of zelfs 1 op de 5000 mensen, in een of andere vorm. Maar volgens de laatste schattingen heeft ongeveer 5% van de mensen een of andere 'vorm' van synesthesie. Ook maakt synesthesie vaak deel uit van het beelddenken. Bekende personen met synesthesie zijn: Robbert Dijkgraaf,Mariëtte Hehakaya, Kanye West, Vladimir Nabokov, Frank Zappa, Richard Feynman, Brendon Urie, Olivier Messiaen, Wassily Kandinsky, Kenji Miyazawa, Nikolaj Rimski-Korsakov, Alexander Skrjabin, David Hockney, Chris Urbanowicz, Aphex Twin, Hélène Grimaud, Pharrell Williams, Annelies Van Herck, Billie Eilish, Daniel Tammet, Lorde, Marina and the Diamonds, Stromae, Chris Martin, Duke Ellington. Ook Liszt ervoer kleuren bij de muziek en riep het orkest soms onthutst toe: "Wat meer blauw in deze episode aub". Blijkbaar dacht hij dat iedereen zijn ervaring deelde.

## Voornaamste kenmerken van synesthesie
Synesthesieën zijn:
- individueel verschillend;
- voor de betrokkene "al altijd zo geweest", dat wil zeggen zo lang als men zich kan herinneren;
- onwillekeurig, treden dus op buiten de wil van de betrokkene;
- ervaren zonder invloed van alcohol, drugs of medicatie;
- niet gebonden aan een specifieke situatie, herinnering of enigerlei indruk.

## Synesthesie en beelddenken
Een beelddenker kan gebruikmaken van een combinatie van gehoor en zicht om naar waarnemingen te speuren, om bepaalde denkbeelden te bevestigen. Mensen met deze 'hypersensorische ingesteldheid' nemen vaak meer waar dan mensen zonder deze 'afwijking'. De wisselwerking van het duidelijke waarnemen en de efficiënte verwerking ervan, is veelal de basis voor beelddenkers.
Deze manier van waarnemen staat echter compleet los van synesthesie. Het grote verschil is dat in synesthesie per definitie een stimulus in één modaliteit, een onwillekeurige respons geeft in een andere modaliteit. Dit is bij beelddenken niet het geval.

## Aangeleerde synesthesie
Het is mogelijk om het geheugen te trainen in synesthesie. Een voorbeeld hiervan zijn geheugenatleten, mensen die een uitzonderlijk lijkend geheugen hebben ontwikkeld. De basis hiervan ligt in visuele verbindingen te leggen bij het onthouden van niet-visuele informatie.
Een voorbeeld van kunstmatige synesthesie is het herhaaldelijk denken aan een kleur bij een gedachte waar kleur geen verband bij heeft. Na enige tijd zal het denken aan de kleur de gedachte ook ophalen, en omgekeerd. Een intuïtief voorbeeld hiervan uit het dagelijkse leven is een rood licht in het verkeer. Het is niet zozeer dat de kleur reden is tot stoppen, maar de verbanden die hierbij gelegd worden die dit ingeven.